# Jászberényi Emese
Jászberényi Emese (Dicsőszentmárton, 1940. június 7. – Marosvásárhely, 2017. április 5.) erdélyi magyar újságíró, rádióriporter, szerkesztő.

## Életútja, munkássága
Középiskolai tanulmányait a Marosvásárhelyi 2. számú Leánylíceumban végezte (1957), a Babeș–Bolyai Tudományegyetemen magyar nyelv és irodalom szakos tanári oklevelet szerzett (1962), ezután a Marosvásárhelyi Rádió-stúdió szerkesztője. Előbb a Fiatalok Híradója, majd a Szivárvány c. ifjúsági műsort vezette. A Marosvásárhelyi Rádió megszűnte (1985) után nagy szerepe volt abban, hogy kimentett mintegy ezer aranyszalagot. 1985–90 közt a Maros megyei könyvtár gyermekosztályán dolgozott. 1990-től visszatérhetett a Marosvásárhelyi Rádióhoz, a Kilátó című irodalmi és művészeti naplót szerkesztette, 1991–1999-ig vezette a magyar részleget, több alkalommal szervezett rádiókabarét.
Rádió-riportjaiban számos írót és művészt szólaltatott meg, köztük Bodor Pált, Kányádi Sándort, Szabó Gyulát, Sütő Andrást, Dóczy Pál orvosprofesszort, Zoltán Aladár zeneszerzőt, Nagy Imre festőművészt. Rádióra alkalmazta Márki Zoltán A tavasz nem hasonlít semmihez (1971), Francisc Munteanu Sziénai föld (1971) és Ecaterina Lazăr 18 évesen... (1972) című irodalmi munkáit. Cikkei A Hét, Művelődés, Ifjúmunkás hasábjain jelentek meg.
1996-ban a bukaresti rádió támogatásával két mesekazettát adott ki Árnyhangok címmel. Szerkesztésében jelent meg Szól a rádió... A Marosvásárhelyi Stúdió 40 éve, 1958–1998 című kötet (Pallas-Akadémia, Csíkszereda, 1998).

## Díjak
- 2001 Janovics Jenő-díj[4]